# 本·米勒
本·米勒（Bennet Evan "Ben" Miller，1966年2月24日—）是英國的一位演員、喜劇演員和導演。他最著名的作品是和亞歷山大·阿姆斯壯合作領銜演出的阿姆斯壯&米勒秀。